# جنا مالون
جنا مالون (به انگلیسی: Jena Malone) (زادهٔ ۲۱ نوامبر ۱۹۸۴) بازیگر و نوازنده آمریکایی است.

## حرفه
اولین تجربه سینمایی او فیلم حرامزاده‌ای از کارولینا (۱۹۹۶) بود. او همچنین در فیلم‌هایی از جمله تماس (۱۹۹۷)، نامادری (۱۹۹۸)، به عشق مسابقه (۱۹۹۹)، دانی دارکو (۲۰۰۱)، غرور و تعصب (۲۰۰۵)، به‌سوی طبیعت وحشی (۲۰۰۷)، چهار ترانه آخر (۲۰۰۷)، مشت ناگهانی (۲۰۱۱)، خانواده هتفیلد و مک‌کوی (۲۰۱۲)، بازی‌های گرسنگی: اشتعال (۲۰۱۳)، شیطان نئونی (۲۰۱۶)، تقدیس (۲۰۲۳) و عشق دروغ خونریزی (۲۰۲۴) نقش‌آفرینی کرده است.
مالون همچنین یک نوازندهٔ ایندی پاپ در دو گروه موسیقی است.